# Feuerschwänziger Springaffe
Der Feuerschwänzige Springaffe (Plecturocebus miltoni, Syn.: Callicebus miltoni) ist eine erst im Jahr 2014 beschriebene kleine Primatenart aus der Unterfamilie der Springaffen innerhalb der Familie der Sakiaffen (Pitheciidae). Die Art wurde nach dem Nestor der brasilianischen Primatologie Milton Thiago de Mello benannt.

## Merkmale
Der Feuerschwänzige Springaffe ist eine Art aus der Plecturocebus moloch-Gruppe. Er besitzt eine agouti-graue Fellfärbung am Oberkopf, Nacken, Rücken sowie an den Außenseiten der Arme und Beine. Im Kontrast dazu stehen die hellgrauen bis weißlich getönten Haare der Vibrissen, der Hände und Füße sowie eines schmalen Stirnstreifens direkt über den Augen. Kehle, Wangen, Bauchseite und Schwanz sind markant rötlich bis orangefarben. Von anderen Arten der Plecturocebus moloch-Gruppe in benachbarten Regionen kann der Feuerschwänzige Springaffe vor allem durch die auffällige Schwanzfarbe unterschieden werden. Der östlich seines Verbreitungsgebietes vorkommende Dunkelgraue Springaffe (Plecturocebus cinerascens) ist einfarbig dunkelgrau gefärbt, der westlich des Rio Roosevelt vorkommende Prinz-Bernhard-Springaffe (Plecturocebus bernhardi) hat ein graubraunes Fell, eine hellere  orangefarbene Kehle und einen graubraunen Schwanz mit weißer Spitze.

## Verbreitung und Lebensraum und Verhalten
Der Feuerschwänzige Springaffe kommt im westlichen Brasilien im Nordwesten von Mato Grosso und im Südosten des Bundesstaates Amazonas im Gebiet zwischen Rio Aripuanã und Rio Roosevelt zu beiden Seiten des Río Guariba vor und hat damit das gleiche Verbreitungsgebiet wie das Aripuanã-Seidenäffchen (Mico intermedius). Der Holotyp wurde am Westufer des Rio Roosevelt gefangen, die fünf Paratypen in der Nähe der Mündung des Río Guariba in den Rio Aripuanã.  
Der Lebensraum, in dem der Holotyp gefangen wurde, ist ein feuchter, immergrüner Regenwald, dessen Bestand an hohen Bäumen vor allem aus Kautschukbäumen (Hevea brasiliensis), Hymenaea intermedia, Peltogyne catingue, Apuleia molaris, Copaifera spp., Dialium guianense, Diplotropis racemosa, Tonkabäumen (Dipteryx odorata), Ormosia nobilis und Parkia sp. besteht. Kleinere Baumarten (bis 15 m) sind Eschweilera wachenheimii, Geissospermum urceolatum, Tachigali alba und die Palmenarten Oenocarpus bataua, Sochratea exorrhiza und Euterpe precatoria. Die obere Strauchschicht wird von Brechsträuchern (Psychotria) und Miconia sp. charakterisiert, in der unteren (0,1 bis 0,5 m) wachsen Olyra cf. latifolia, Selaginella conduplicata und Calthea altissima. 
In Feldstudien sah man den Feuerschwänzigen Springaffen in kleinen Gruppen von zwei bis fünf Individuen zumeist in den mittleren bis höheren Baumregionen. Zwei Gruppen von vier bis fünf Tieren in der Umgebung des Rio Roosevelt umfassten Alt- und Jungtiere und ernährten sich von Früchten von Ameisenbäumen (Cecropia), von Inga sp. und Theobroma speciosum. Über die genaue Gruppengröße können derzeit aber keine Angaben gemacht werden. Wie andere Springaffen markieren die Tiere mit morgendlichen Duettgesängen ihr Territorium.